# Belarus la Jocurile Olimpice de vară din 2012
Belarus a participat la Jocurile Olimpice de vară din 2012 din Londra, Regatul Unit în perioada 27 iulie - 12 august 2012, cu o delegație de 166 de sportivi care a concurat la 20 de sporturi. S-a aflat pe locul 26 în clasamentul pe medalii.
| Medalii după sport | Medalii după sport | Medalii după sport | Medalii după sport | Medalii după sport |
| ------------------ | ------------------ | ------------------ | ------------------ | ------------------ |
| Sport              | Aur                | Argint             | Bronz              | Total              |
| Caiac canoe        | 0                  | 2                  | 1                  | 3                  |
| Gimnastică         | 0                  | 1                  | 1                  | 2                  |
| Natație            | 0                  | 2                  | 0                  | 2                  |
| Haltere            | 0                  | 0                  | 2                  | 2                  |
| Tenis              | 1                  | 0                  | 1                  | 2                  |
| Tir                | 1                  | 0                  | 0                  | 1                  |
| Total              | 2                  | 5                  | 5                  | 12                 |